# Satyrus maureri
Satyrus maureri är en fjärilsart som beskrevs av Andrej Nikolajewitsch Avinoff och Sweadner 1951. Satyrus maureri ingår i släktet Satyrus och familjen praktfjärilar. Inga underarter finns listade.